# Комутируем достъп
Комутируем достъп (на английски: dial-up) до интернет е телефонна услуга, позволяваща на компютър, снабден с модем, да се свърже с друг компютър по телефонната мрежа за предаване на данни (например за достъп до интернет). Като цяло понятието комутируем достъп означава осъществяване на връзка, тогава когато е необходимо и нейното разпадане, когато връзката не се използва.

## Достъпност
Телефонната връзка между компютри през модем не изисква никаква допълнителна инфраструктура, освен наличието на телефонна мрежа. Тъй като телефонни постове има по цял свят, исторически това е първият метод за достъп до интернет, а в редица отдалечени и трудно достъпни райони, където не е разпространен широколентов достъп, той продължава да се ползва.
Скоростта на трансфер на данни по комутируем достъп е ниска (от 1 – 2 до 9,6 kBit/s) и зависи от модема, но може да бъде и от порядъка на 56 kbit/s по телефонни линии, а ISDN осигурява 128 kbit/s. Цената на тази услуга често се определя от времето, а не от обема на трафика. Достъпът по телефонна линия е непостоянна или временна връзка, тъй като по желание на потребителя или ISP рано или късно тя се прекъсва. Често интернет доставчикът установява ограничение за продължителността на връзката и я прекъсва след изтичането на определен срок.
Следващата стъпка в модемната еволюция е ADSL (на английски: Asymmetric Digital Subscriber Line), която достига до скорости до 1 Mb/s за качване и 8 Mb/s за сваляне (връзката е асиметрична).

## Замяна с широколентов достъп
Широколентовият достъп до интернет чрез кабел, цифрова абонатна линия, спътник и FTTx вече е заменил комутируемия достъп в много части на света. Широколентовите връзки обикновено предлагат скорост от 700 kbit/s или повече, и то на по-ниска цена от средната за комутируем достъп. Освен това, широколентовите връзки винаги са включени, което позволява да се избегне включването и изключването в началото и в края на всеки сеанс.
|  | Тази страница частично или изцяло представлява превод на страницата „Коммутируемый доступ“ в Уикипедия на руски. Оригиналният текст, както и този превод, са защитени от Лиценза „Криейтив Комънс – Признание – Споделяне на споделеното“, а за съдържание, създадено преди юни 2009 година – от Лиценза за свободна документация на ГНУ. Прегледайте историята на редакциите на оригиналната страница, както и на преводната страница, за да видите списъка на съавторите. ВАЖНО: Този шаблон се отнася единствено до авторските права върху съдържанието на статията. Добавянето му не отменя изискването да се посочват конкретни източници на твърденията, които да бъдат благонадеждни. |